# 云杉八齿小蠹
云杉八齿小蠹（学名：Ips typographus）隶属于鞘翅目象虫科小蠹亚科齿小蠹属，是一种对北方針葉林具有极大破坏性的昆虫。

## 分布与寄主
云杉八齿小蠹分布区域包括日本、俄罗斯、朝鲜半岛和欧洲，以及中国大陸的东北、青海、内蒙古、四川和新疆，主要危害的寄主包括红皮云杉（Picea koraiensis）、鱼鳞云杉（Picea jezoensis var. microspermus）和雪岭云杉（Picea schrenkiana）等。

## 习性
云杉八齿小蠹的雄虫通过嗅觉信号搜索寄主树木，并释放信息素来吸引其他小蠹群体进行集体攻击。寄主植物对这种昆虫的侵害有多种防御机制，包括合成各种化学物质以防止昆虫侵害，这些化学物质的合成会引发树木的生理和生化反应，从而影响小蠹的生长发育以及牠们遇到天敌时的行为反应。

## 生态影响
云杉八齿小蠹是针叶林中最具破坏性的物种之一，历史上曾对整个欧亚大陆的大面积云杉林造成严重影响。波兰和白俄罗斯边境的比亞沃維耶扎原始森林中，有超过100万棵挪威云杉因受到云杉八齿小蠹的侵害而死亡，受到云杉八齿小蠹侵染的云杉树木只有25%能够存活下来。